# Edipo a Colono (Martin)
Edipo a Colono è una composizione dello svizzero Frank Martin (1890-1974), scritta nel 1923 per essere eseguita come musiche di scena dell'Edipo a Colono di Sofocle. È stata rappresentata per la prima volta alla Comédie di Ginevra il 21 novembre 1922, diretta dal compositore stesso.
L'organico prevede soprano, baritono, piccolo coro e piccola orchestra.
Fa parte di una trilogia tratta dal teatro di Sofocle, nella quale segue l'Edipo Re, composta nell'anno precedente.